# Francisco Alves
Francisco de Morais Alves, também conhecido como Chico Alves ou Chico Viola (Rio de Janeiro, 19 de agosto de 1898 – Pindamonhangaba, 27 de setembro de 1952), foi um cantor e compositor brasileiro, considerado um dos maiores, mais populares e versáteis de sua área. A qualidade de seu trabalho lhe rendeu em 1933 a alcunha de "Rei da Voz", dada pelo radialista César Ladeira. Foi, ainda, peça decisiva para a construção de vários gêneros populares da música.
Alves era uma figura alta e magra; andava sempre elegante e bem penteado; muito sorridente e avesso às bebidas. Como seu ídolo Vicente Celestino, tinha uma voz de tenor mas, com o tempo, consolidou-se em barítono. De origem humilde, deixou uma vasta produção de mais de quinhentos discos; sua morte trágica causou imensa comoção no país, num sentimento que um de seus biógrafos, David Nasser (que também era amigo e compositor de algumas músicas por ele interpretadas), escreveu: "Tu, só tu, madeira fria, sentirás toda agonia do silêncio do cantor". A despeito disso, muitos no meio artístico o consideravam bruto, de poucos amigos e vários desafetos.
Foi dele a primeira gravação de disco elétrico feita no Brasil. Graças a ele compositores como Cartola, Heitor dos Prazeres ou Ismael Silva vieram a ser consagrados, o mesmo ocorrendo com várias canções que interpretou, como Ai! que saudade da Amélia, ou a primeira gravação do samba Aquarela do Brasil do parceiro Ary Barroso. Representava para o país, quando de sua morte, o que o cantor Maurice Chevalier era para a França: um "caso raro" — como então registrou o Jornal do Brasil.

## Primeiros anos e início da carreira

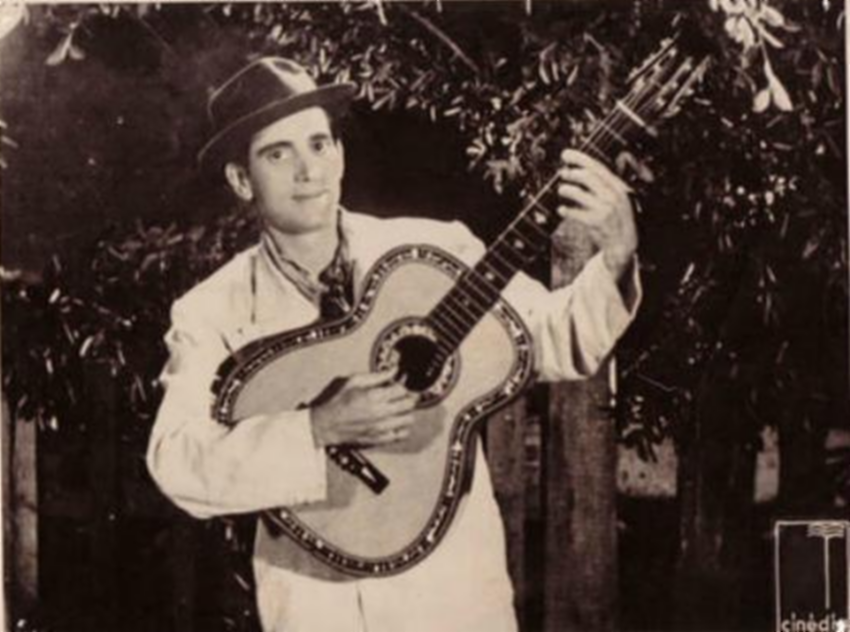
Chico e a viola

Seu pai, José Alves, era um imigrante português que se radicara no centro do Rio, então a capital do país; ali, na rua do Acre, ele abriu um bar e foi nesta rua que nasceu o cantor, um dos cinco filhos que teve; e nesta rua ele passou sua infância. Seus irmãos eram Ângela, Lina, Carolina e José e a mãe, Isabel Morais Alves, era também imigrante lusa.
Da irmã mais velha Ângela ganhou seu primeiro instrumento, uma guitarra. Ainda menino a família se mudou para a rua Evaristo da Veiga e, face às dificuldades, ele trabalhou como engraxate e, aproveitando-se da proximidade com um batalhão da polícia, passou a acompanhar os ensaios de sua banda de música; chegou a fugir de casa para não ter que estudar para se tornar guarda-livros (contador) no Colégio da Ajuda onde seu pai tencionava matriculá-lo e, quando ficou maior, conseguiu o primeiro emprego (1916) na fábrica de chapéus Mangueira; depois de pouco tempo foi para a Júlio Lima. Sua irmã Lina, por sua vez, entrara para o meio artístico e viria a se tornar atriz como vedete no teatro de revista e depois nas radionovelas, adotando o nome de Nair Alves.
Em 1918 começou a cantar profissionalmente; o primeiro local onde se apresentou foi o Pavilhão do Méier onde foi contratado após um teste, feito pelo pai de Mário Lago, o maestro Antônio Lago. Dali cantou no Circo Spinelli e fez parte de uma companhia artística que logo se dissolveu, com a chegada na cidade da pandemia da gripe espanhola, que veio a matar seu irmão Juca (José) em 1918 e o pai no ano seguinte; no mesmo ano ele começou a trabalhar como chofer de táxi. Revela admiração pelo cantor Vicente Celestino que via em apresentações no Teatro São José, em cujo estilo se inspirou.
Com a morte do pai e do irmão, e o casamento das irmãs, morou sozinho com a mãe. Em 1919, o grupo voltou a se organizar em Niterói e Alves, mais uma vez, passou a integrar a companhia. Neste período conheceu o já famoso compositor Sinhô que então lhe apresentou ao filho de Chiquinha Gonzaga, que estava instalando uma fábrica de discos e, já em 1919, ele gravou pelo novo selo chamado Popular.

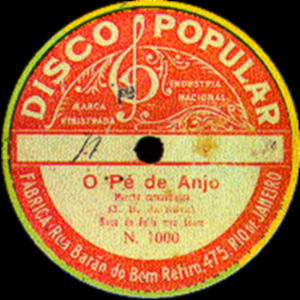
Miolo do disco "O Pé de Anjo", gravado em 1919

Este trabalho trazia Sinhô como ritmista e levava algumas de suas sobrinhas para o coro; as duas composições do disco eram de autoria dele: a marchinha "O Pé de Anjo" e o samba "Fala, Meu Louro"; gravou, também de Sinhô o samba "Alivia Esses Olhos", em seguida. Sinhô, que fora responsável pelo lançamento de muitos artistas, foi quem ensinou a Alves as técnicas vocais.
Tornou-se um frequentador das zonas boêmias cariocas da Lapa e de Vila Isabel, onde conhece muitos artistas, dentre os quais Pixinguinha; foi na Lapa que em 1920 ele conheceu, num cabaré, Perpétua Guerra Tutoia, com quem tem um breve casamento, a contragosto da família. A união com a garota que tinha o apelido de Ceci aconteceu, segundo ele, num momento de loucura, e durou cerca de uma semana.

### O casamento errado
Chico conhecera Ceci — pseudônimo adotado na vida de meretrício — num prostíbulo de baixa categoria da rua Joaquim Silva e viu-se prontamente apaixonado pela mulher que ele mesmo descreveu como sendo "bonita, atraente, a boca muito pintada, os olhos maliciosos e o vestido colado ao corpo" que "davam-lhe a indescritível cor local."
Imediatamente quis tirar a moça daquela vida e ambiente "de pecado"; para tanto pediu-lhe em casamento e esta aceitou; mas nem seus amigos — que encheram-lhe de advertências — nem a família concordaram com tal união: da mãe Isabel ouviu que este lhe seria "o maior desgosto" de sua vida; a irmã Ângela lembrou-lhe do pai, que jamais aprovaria aquele ato; nada demoveu Alves da decisão e, no dia 24 de maio de 1920, em celebração apenas civil, casou-se com a prostituta sem a presença nem de amigos nem de familiares. Foram testemunhas desconhecidos que, ao acaso, estavam por perto; a festa se restringiu a pão com manteiga — ou "média" como era chamado.
Após alguns dias a esposa, contudo, lhe confessou que não abandonara a profissão, que continuava a se prostituir pois o fazia não pelo dinheiro apenas, mas porque gostava da vida alegre e agitada dos bordéis; ante o choque da revelação — ele mais tarde diria ao amigo David Nasser não entender como alguém gostasse daquela vida — o relacionamento terminou menos de um mês após ter começado.
Chico nunca entrou com um desquite; segundo disse a Nasser, isto se deu por ignorância e, em suas palavras: "A Perpétua havia me processado duas vezes, injuriando-me em juízo. O juiz me deu ganho de causa e desde então ficamos juridicamente separados de corpo. Ora, como eu não tinha dinheiro e só tinha mesmo o corpo e a roupa do corpo, acreditei que era tudo".
O fracasso no relacionamento não foi o mesmo na carreira: ingressou na companhia de Batista de Oliveira, em Niterói, e conheceu um novo amor. Perpétua (ou Ceci) desapareceu de sua vida por trinta anos — quando retornou de forma surpreendente.

## Anos 1920 — cantor, ainda taxista, começo do sucesso

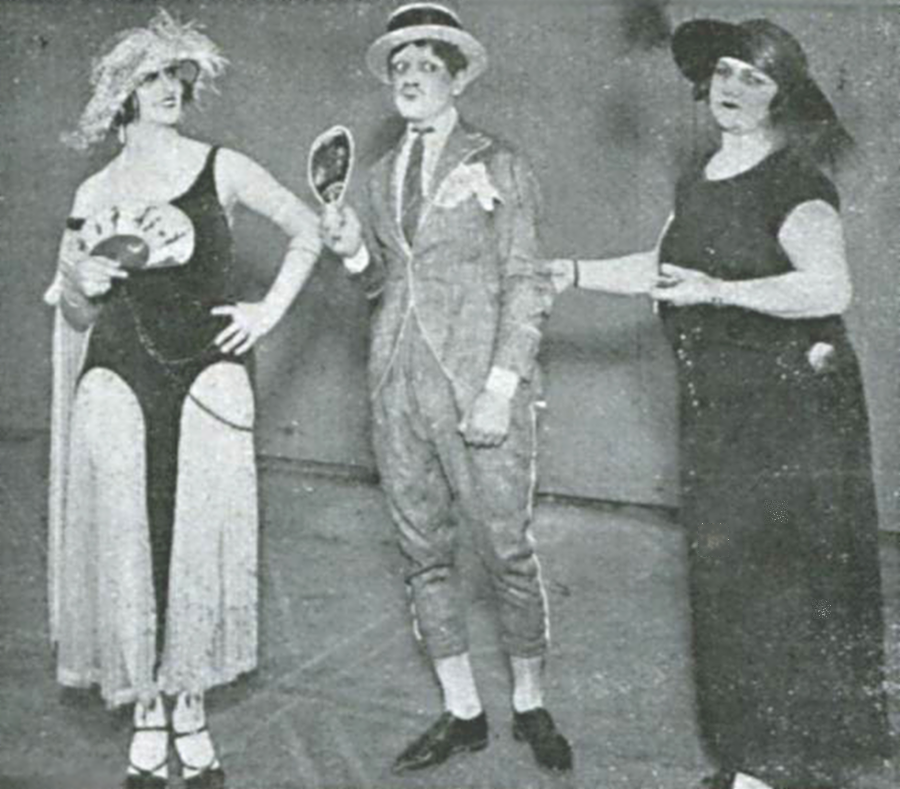
Nair Alves (Colombina), o irmão Chico (Almofadinha) e Marieta Field na revista "Sonho de Ópio", 1923

Em 1921, o empresário José Segreto convidou-o para interpretar no Teatro São José, nas peças de teatro de revista de sua produção, nada menos que os sucessos de seu ídolo Vicente Celestino. No Teatro São José fez parte da companhia de revistas do ator Alfredo Silva, onde ficou pouco tempo como corista, sendo promovido a ator secundário e, logo, protagonista da peça cômica que popularizou a canção homônima "A Malandrinha". No mesmo ano conheceu e se casou com a atriz Célia Zenatti, com quem viveria por vinte e oito anos. Apesar de já atuar profissionalmente como artista, não abandonou a atividade de taxista.
Mudando de gravadora lançou em 1924, pela Odeon, gravações de samba e marchas, mas não alcançou bom resultado, como o samba Miúdo, de Sebastião Santos Neves e marchas carnavalescas como Não me passo prá você e Mademoiselle cinema, de Freire Júnior.
Almirante contava que, a partir de 1928, Alves lançou suplementos pela Parlophon, paralelos aos discos pela Odeon; enquanto nesta usava o nome real, naquela usava o apelido de Chico Viola; isto gerou confusão mesmo em pessoas do ramo artístico, que debatiam qual dos dois cantores seria o melhor: uns diziam ser Francisco, outros o Chico — discutindo sobre a mesma voz e o mesmo cantor.
Em 1930 começou a gravar em dupla com Mário Reis (então recém-formado em direito e trabalhando no Banco do Brasil) e isto representou, segundo o historiador Ronaldo Conde Aguiar, "um marco na história da música popular brasileira" a formação do dueto; a parceria representou um enorme sucesso e durante dois anos gravaram juntos vinte e quatro músicas (ou doze discos).
Em 1930 ele grava para o carnaval a marcha "Dá Nela", que foi um sucesso tão grande que mereceu da Casa Edison, dona da gravadora Parlophon, o seu maior prêmio; no meio deste ano ocorreu o assassinato do então governador da Paraíba, João Pessoa, que desencadeou o movimento revolucionário que levaria ao poder pela primeira vez a Getúlio Vargas; no calor dos fatos, Alves grava o "Hino a João Pessoa". Quando os acontecimentos políticos se agravam, contudo, ele viaja em excursão para Buenos Aires, contratado pela empresa de teatro de revista de Jardel Jércolis.
Ainda em 1928 gravou os sambas A Favela Vai Abaixo e Não Quero Saber Mais Dela, de Sinhô, este em dueto com a atriz Rosa Negra, com quem também gravou o foxtrote Moleque Namorador, de Hekel Tavares e Que Pequena Levada de J. Francisco de Freitas. Naquele ano, o Rei da Voz gravou 62 discos pela Odeon, num total de mais de 120 músicas, um recorde para a época.

## Década de 1930 — o grande sucesso
Em 1931 deu uma demonstração de falta de educação e sensibilidade, que a muitos revoltava: estavam vários amigos ao lado do jovem pianista Nilton Bastos, prestes a morrer da tuberculose que o vitimou, e Alves teria entrado no quarto a cantar: "Quando eu morrer, não quero nem choro nem vela..." — fato narrado por Mário Reis.
Em 1932 integrou, junto a Carmen Miranda, Gastão Formenti, Mozart Bicalho, Patrício Teixeira e Elisa Coelho o cast exclusivo da Rádio Mayrink Veiga.

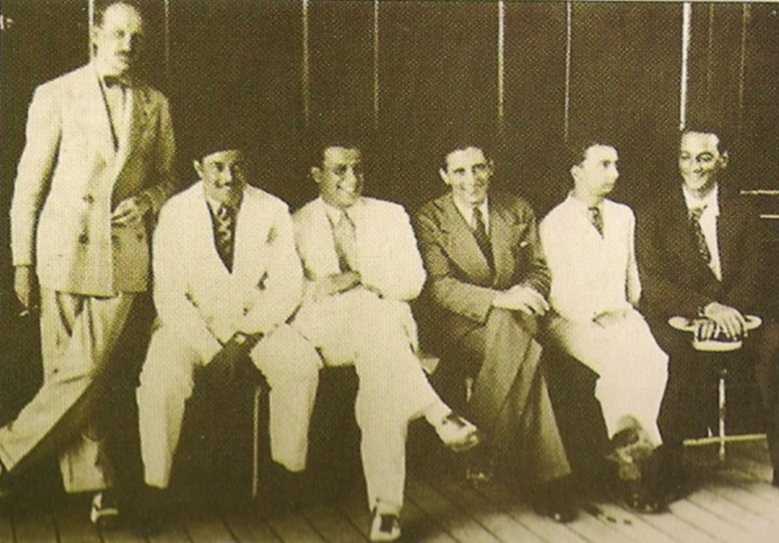
"Ases do Samba" a bordo do Itaquera: Desconhecido (em pé), Pery, Mário, Chico, Noel e Nonô (sentados)

 Em maio deste ano Alves, já então consagrado como artista e ídolo popular, junto aos iniciantes Noel Rosa (então com apenas 21 anos), Mário Reis e dos dois músicos Pery Cunha (bandolinista) e Romualdo Peixoto, formam um grupo que ele denominou "Ases do Samba" e realizam uma excursão pelo Sul; no Rio Grande do Sul passaram por Porto Alegre, Caxias do Sul, São Leopoldo, Cachoeira do Sul, Pelotas e Rio Grande — indo para lá a bordo do navio Itaquera, numa viagem de sete dias. O cronista pelotense Mário Osório Magalhães registra que Alves fora peremptório na vestimenta que deveriam usar nas apresentações: apenas smoking; já na primeira, contudo, Noel apareceu com um terno branco que pegara de um garçom, para desespero do cantor, que foi então acalmado por Mário Reis dizendo que o público certamente pensaria que a diferença seria "bossa". Na passagem pela capital gaúcha, eles conheceram, num bar, o então jovem artista Lupicínio Rodrigues, a quem Noel previra que "este moço vai longe".
Em 1933 participou em dueto com a então desconhecida Aurora Miranda na sua gravação de estreia, que foi justamente a primeira música tipicamente junina gravada, Cai, Cai, Balão, do compositor baiano Assis Valente e Toque de Amor de Floriano Pinha; Miranda depôs mais tarde que o cantor gostava de ajudar os iniciantes.

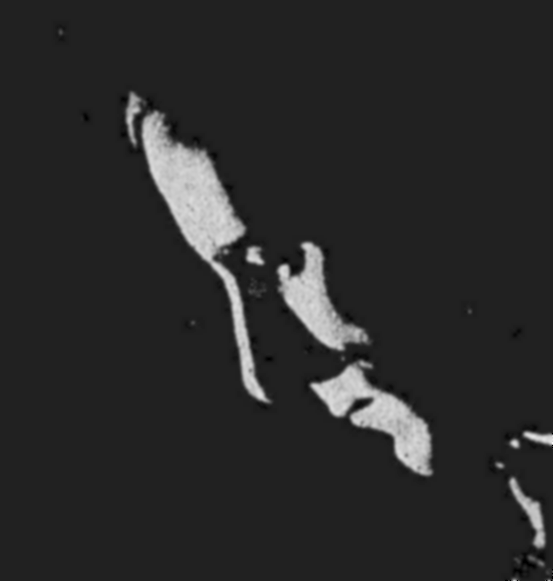
Francisco Alves, em foto promocional de 1939

Em 1935 teve por empregada doméstica a futura cantora Carmem Costa, na época com apenas quinze anos de idade, a quem ajudou em seu começo de carreira. Nesta década, Carlos Galhardo começou a carreira imitando sua voz e, só depois, foi se libertando para ter o próprio estilo. Em 1939 Alves faz a primeira gravação da antológica Aquarela do Brasil, de Ary Barroso que, com arranjos do pianista Radamés Gnattali, ocupa os dois lados do disco em que foi gravada.
Em 1940, ele participou em números musicais no filme Laranja da China; na revista especializada em cinema A Scena Muda, Renato de Alencar escreveu uma crítica onde se lia: "que cousa apavorante aquela das cantigas de Chico Alves entre a "favelagem", como se estivesse num tablado de pastorinhas lá pelo nordeste!" Neste mesmo ano o cronista desta revista, Walter Rocha, narrou o seguinte caso do cantor (grifos originais): "Dizem que Francisco Alves, quando de sua primeira tournée a Buenos Aires, apesar de possuir a maior voz do Brasil, teve a 'inteligência' de estrear cantando tangos no idioma platino. E o resultado tomou um característico anedótico, o Chico era calorosamente aplaudido, voltava ao palco, cantava, recebia novos aplausos, até que seu empresário, por trás da cortina, percebeu que o público aplaudia e cantarolava, compassadamente, em ritmo com as palavras: canta, canta até aprender".

## Década de 1940

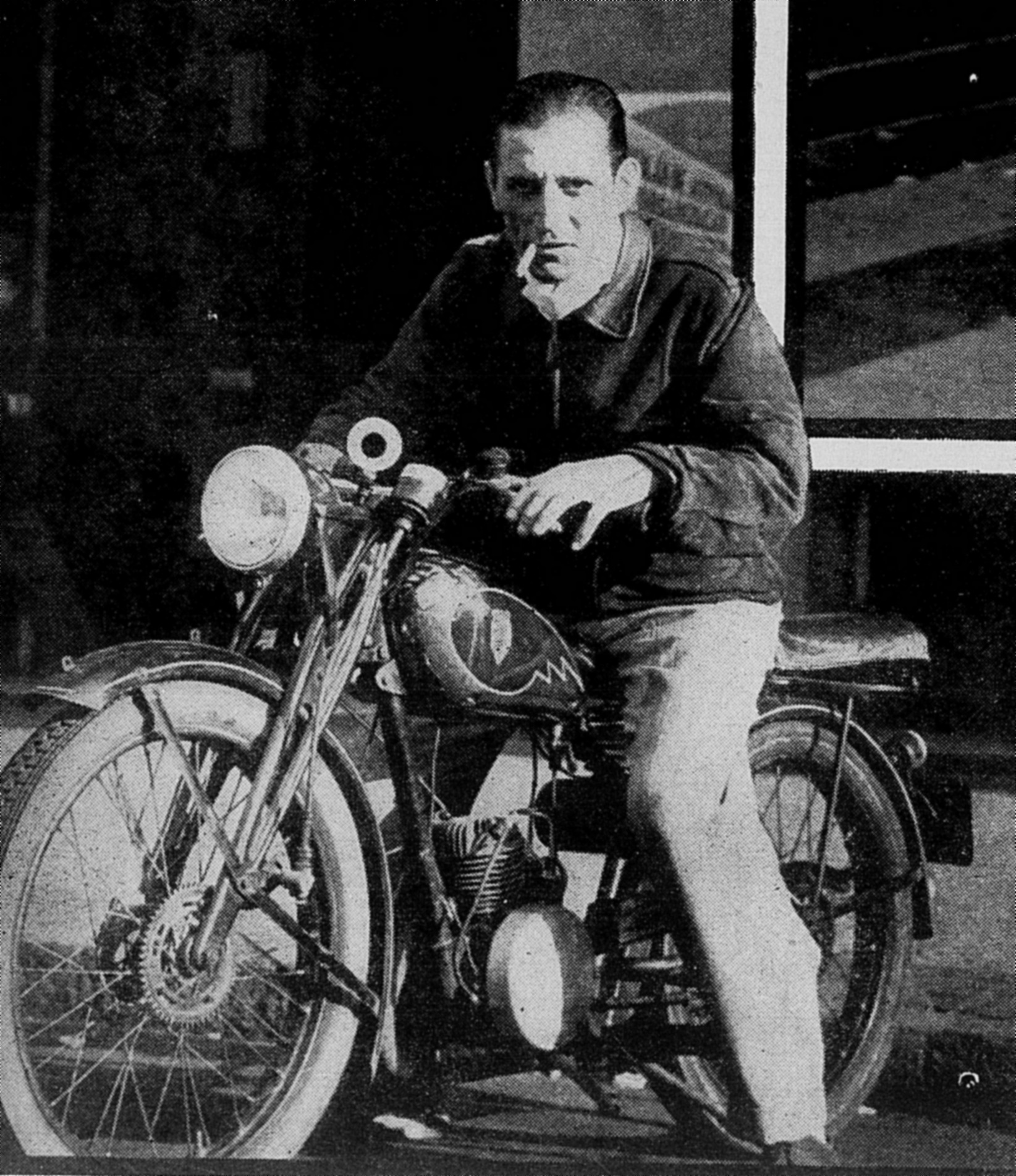
Chico, de motocicleta, por causa do racionamento da Guerra, em 1942

Em 1942, com o surgimento das primeiras radionovelas e a participação do Brasil na II Guerra Mundial, os cantores perderam momentaneamente a condição de protagonistas do rádio; o radialista Oswaldo Luiz, a respeito, escreveu que "só quem mora fora do Rio pode aquilatar do prestígio, da popularidade e da curiosidade que um 'astro' do microfone pode causar"; a respeito disto, ele assinalou que, embora ainda recebendo grandes salários, astros como Carmen Miranda, Chico Alves, Carlos Galhardo, Sílvio Caldas ou Orlando Silva já não atraíam mais tanto fãs como antes, com o surgimento das radionovelas, e os noticiários que falavam da guerra. No ano seguinte, a revista A Cena Muda repetia: 
"Que é feito dos famosos ídolos? Chico Alves, Orlando Silva, Galhardo, Silvio Caldas... O fim do ano está batendo à porta e esses rapazes – vá lá... – não dão um ar de sua graça nem procuram variar o repertório. Por isso mesmo – falta de esforço – foi que os grandes cartazes de outros tempos foram se eclipsando até ninguém mais se lembrar deles..."
Em 1943, numa associação com César Ladeira, Ari Barroso e Almirante, tentou comprar uma emissora de rádio no Rio; o negócio não foi adiante porque os donos, à última hora, resolveram elevar o preço a valores exorbitantes.
No começo de 1944 foi lançado o filme Berlim na Batucada, da Cinédia, onde representou um "maioral do morro"; a comédia não foi bem recebida pela crítica que, entretanto, poupou-lhe a atuação, dizendo que "não foi bem aproveitado". Neste ano gravou, em homenagem aos pracinhas que lutavam na Europa, a Canção do Expedicionário, revelando seu patriotismo.

Em 1945, Sergio Peixoto registrou sobre a carreira de Alves: 
"...quando o rádio começou a ganhar vulto, com o aparecimento das primeiras emissoras mercantilizadas e a venda de receptores em alta escala, a prazo longo e até a dez cruzeiros por mês; quando o povinho conseguiu, graças aos 'salomões', adquirir seu aparelho receptor para tomar conhecimento da existência dessa grande realização de Marconi, já Francisco Alves era o 'maioral' dentro do rádio carioca. Era o artista que dava as cartas, o mais popular, o mais ouvido e o mais caro de todos" — e emendava: "Francisco Alves, o 'Chico Viola', não passa, não cansa nem nada... Ele está aí, com o mesmíssimo cartaz: continua sendo o melhor, o primeiro, o popularíssimo e o ouvidíssimo".' 
De fato, Alves emplacou os maiores sucessos daquele ano, dando demonstração de sua persistência como primeiro dentre os cantores da época: as marchinhas "Que rei sou eu?", "Isaura" e "Malaguenha".

O cantor, ao lado de um de seus "puro-sangue"

Para demonstrar sua previdência, Sergio Peixoto registrou que ele conseguira "bancar a cigarra sabida" ao saber usar a "mina de ouro" que era sua voz, e não dispersou os ganhos com as fãs ou a boemia, registrando que dele não se sabia nada desabonador; acrescia que conservava, com mais de vinte anos de carreira, o mesmo "timbre de voz que fez as delícias das morenas bonitas de seu bairro, quando, seresteiro adolescente, nem sequer sonhava um dia ganhar tanto dinheiro que daria para possuir um 'haras' com cavalos de corridas". Em 1948, ele declarou sobre seus cavalos puro-sangue que mantinha no Hipódromo da Gávea que o negócio era uma "barbada"; neste ano mantinha um bem sucedido programa de rádio.
Em 1949, Chico era apresentado como um cantor que ainda se mantinha no topo e um "turfman". Neste ano, ele já não mais apresentava programa no rádio no horário nobre, o que motivou um editorial da revista A Cena Muda por Luiz Alípio de Barros a lamentar que os cantores estavam a perder seu espaço para programas de auditório de mau gosto ou para as novelas, com os seus horários modificados para os de menor audiência: "nos melhores tempos, o intérprete tinha o seu programa exclusivo, com um patrocinador e o absoluto apoio das organizações radiofônicos (...) Quem não se lembra dos velhos programas da magnífica Araci, de Chico Alves, Orlando Silva, Galhardo, Linda, Dircinha e de tantos outros nomes de grande expressão!"; ele continua o libelo afirmando que "abandonando os seus intérpretes, as emissoras brasileiras estão matando aos poucos a nossa música popular" e que "o rádio brasileiro precisa debater o mal que vem causando à nossa música";
Neste ano ele terminara o casamento com Célia e começou novo relacionamento com uma professora chamada Iraci Alves, muito mais nova que ele a ponto de mais tarde dizerem que ela tinha idade para ser sua filha; ficaram juntos secretamente até sua morte, e a revelação desta união mais uma vez coube ao David Nasser, na série de matérias biográficas que escrevera para "O Cruzeiro", publicada com alarde e impulsionando ainda mais as vendas da revista.
O ano de 1950 começara promissor pra Alves, emplacando um sucesso no carnaval, como registrou A Cena Muda: "Francisco Alves é um cantor que sabe ser artista (...) Chico não se barateia ante o público, mesmo quando se apresenta diante de uma auditório que sente a presença marcante do 'Rei da Voz'. E apesar dos seus anos todos, Chico Alves sabe entusiasmar o público cantando 'Marcha dos Brotinhos"" A mesma revista falava da "decadência" então vivida por Orlando Silva e ressalvava que "Silvio Caldas e Francisco Alves mantêm ainda a grande classe dos velhos tempos, o que equivale dizer que souberam conservar-se com a sua voz em forma e não se deixaram baratear ou vulgarizar". Em 1951 interpretou a marchinha Retrato do Velho, composta por Haroldo lobo e Marino Pinto, que tornou-se sucesso nacional e influiu na vitória de Getúlio Vargas na eleição (embora conste que o antigo ditador não tenha gostado de ser chamado de "velho").

### O retorno de Ceci

Perpétua Guerra Tutoia, em 1952

Chico cuidava bem dos negócios: tinha vários imóveis, uma loja em Miguel Pereira e os cavalos de corrida em parceria com o sócio Mário de Almeida (conhecido como "Mário Português"). Ele ainda adquiriu vários apartamentos no Rio.
Em 1950 sua primeira esposa — Perpétua Guerra Tutoia, ou "Ceci" — reapareceu em sua vida, de forma inusitada e inesperada: Chico Alves foi citado para responder a um processo que ela lhe movia, dizendo ser o pai de dois filhos adolescentes — Cristiano (de quinze anos) e Teresa (treze).
O processo foi um choque para o cantor que, diante da repercussão que o mesmo ganhara na imprensa, e o fato de ter de recorrer para serem suas testemunhas aos mesmos amigos cujos conselhos recusara trinta anos antes, pensou mesmo em abandonar a carreira. A imprensa dava destaque ao caso e o processo se arrastava, avançando pela década seguinte.

## Década de 1950, últimos dois anos
1951 foi o ano em que sua disputa contra a ex-mulher ganhou feições de verdadeiro drama público, e os detalhes eram expostos na imprensa; Perpétua se apresentava com o nome de casada – Perpétua de Morais Alves – uma vez que nunca se separou do marido; ela alegava que os dois filhos (Cristiano, nascido em 26 de abril de 1937 e Teresa, nascida em 12 de setembro de 1938) eram fruto de "encontros furtivos" que mantinha com o cantor, enquanto este contraditava que ela tinha "vida alegre" – fato que Perpétua não contestava.
A ação de negativa da paternidade seguiu e em setembro soube-se que Alves alegava que seu casamento durara apenas nove dias: de 20 de maio a 2 de junho de 1920; para comprovar esta última data disse que a mulher deixara duas cartas ao abandoná-lo — uma dirigida a ele e outra à sua (dele) família; o cantor declarou então à imprensa que, além de anular os registros dos supostos filhos, entraria finalmente com uma ação de desquite. O caso estava nas mãos do juiz Paula Alonso; no dia 20 de novembro uma audiência ouviu como testemunhas de Chico os amigos Mário Reis e David Nasser; Ambos confirmaram a impossibilidade de Chico Alves ser o pai dos menores; nova audiência foi então marcada para o dia 26 daquele mês. O juiz, à luz das provas e testemunhas, finalmente deu-lhe ganho de causa; Ceci, derrotada, voltaria novamente a aparecer após a morte do cantor e novo drama viria a se desenrolar na disputa pelos bens que ele deixou.
Em setembro de 1952 Alves, que sempre procurava desenvolver atividades filantrópicas, gravara a "Canção da Criança", com a participação do coral formado por meninas da "Casa de Lázaro", em benefício da qual a renda desta seria revertida; foi para divulgar este trabalho que viajou à capital paulista para apresentar-se num show, pela Rádio Nacional, no Largo da Concórdia; ali dirigiu-se ao final à multidão que o escutava, fazendo um pedido para que todos ajudassem a infância.

## A morte trágica
"Dizem que a gente deve saber a hora em que é bom abandonar o palco, mas eu não sei, eu não posso e eu não quero. Bem que eu gostaria, meu caro amigo, de fazer coincidir o último alento de vida com o último agudo de minha garganta."— Francisco Alves, citado por Nasser.

Reconstituição da cena do acidente da revista O Cruzeiro com um carro como o do cantor, em chamas.

Alves dirigia seu Buick voltando de São Paulo para onde fora se apresentar na Rádio Nacional, pela rodovia Presidente Dutra, ao lado do amigo Haroldo Alves, quando no atual km 102,5 Norte (antigo km 275,5), apenas 500 metros após a ponte sobre o Rio Una (que marca a divisa de Taubaté com Pindamonhangaba), por volta das 18:30 horas do dia 27 de setembro de 1952 (algumas fontes indicam 17:23 horas), vindo em sentido contrário, um caminhão Austin dirigido por João Valter Sebastiani, do Rio Grande do Sul, chocou-se violentamente contra ele; com a pancada, o amigo foi jogado para fora do veículo do cantor e sobreviveu em estado grave, mas o artista sofreu morte imediata e, logo em seguida, o carro se incendiou e seu corpo ficou totalmente carbonizado, praticamente irreconhecível.
Haroldo Alves foi socorrido por outro motorista que passou a seguir, e foi levado à Santa Casa de Taubaté em estado de coma. A ocorrência foi atendida pelo delegado de Pindamonhangaba, município onde ocorreu o desastre, levando o corpo do cantor para aquela cidade onde, após diligências, foi finalmente identificado como sendo de Francisco.

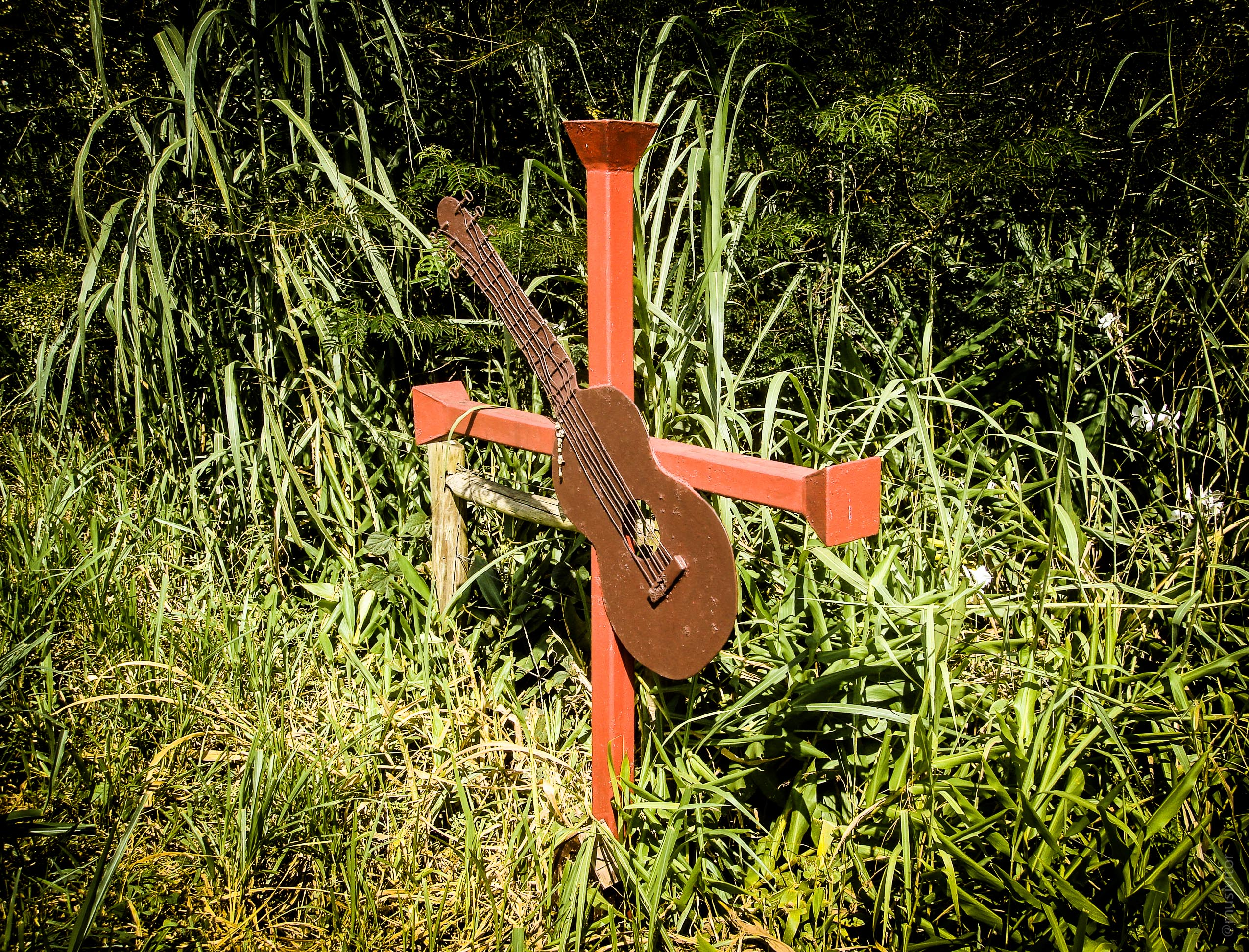
Cruz instalada no Km 102,5 Norte da Rodovia Presidente Dutra (BR-116/SP-060), em memória de Francisco Alves que, nesse local, foi vítima fatal do acidente automobilístico de 27 de setembro de 1952

O cantor fizera uma apresentação na capital paulista, e teria no dia seguinte mais um programa pela Rádio Nacional do Rio de Janeiro, motivo do seu imediato retorno; a mesma emissora motivara esse deslocamento e o fato não passou despercebido da imprensa; seus colegas da emissora, tanto de São Paulo como do Rio, se deslocaram para Pindamonhangaba a fim de acompanhar os acontecimentos.
Mais tarde Haroldo declarou: "O carro não vinha correndo muito. Nossa conversa era sobre o jogo América x Bangu. O Chico e eu somos americanos e o nosso time estava vencendo de 2 x 1. Vínhamos felizes, comentando os lances do jogo. De repente ouvi um estrondo horrível... e quando voltei a mim, estava no Hospital de Taubaté".
Segundo se apurou no inquérito — com a oitiva das testemunhas Gil Inácio de Andrade e Avelino Teixeira e do motorista do caminhão — o acidente fora causado por um terceiro veículo, um Mercury dirigido por Felipe Jorge Abunahman, um dentista, que vindo de uma via secundária (Estrada Municipal do Una Antônio Marçom), avançara de forma imprudente na pista Sul da Via Dutra, forçando o caminhão, que ia rumo a São Paulo, a desviar-se para a esquerda e o automóvel de Alves para a direita — de forma que ambos colidiram do lado do motorista, no acostamento da pista Norte. Um desvio, por conta de obras no local, pode ter sido uma das causas do desastre.
O local do acidente está assinalado por uma cruz vermelha, à qual foi afixado um violão. A cruz começara a atrair uma multidão de fãs que, no meio da estrada, então a mais movimentada do país, criava embaraços ao tráfego e perigo aos motoristas; em 9 de outubro de 1952 o DNER determinou que a cruz fosse retirada, gerando protestos por parte do público e da imprensa. A cruz fora então levada para um depósito em Cachoeira Paulista, mas isto de nada adiantou: mal foi tirada uma e logo outra foi improvisada e a medida mostrou-se inócua.
O professor Mário de Assis César, de Pindamonhangaba e proprietário do terreno no qual havia sido instalada a cruz, doou a faixa de terra, correspondente ao  local do acidente, para a construção de um monumento em memória de Francisco Alves. Passados alguns anos, a ideia do monumento não havia progredido e em 1957, Mário de Assis César criou no local, às suas expensas, a Escola Francisco Alves, "o único estabelecimento primário de Pindamonhangaba conhecido no Rio e São Paulo, porque ele enviou circulares para todas as rádios das duas capitais", de acordo com uma notícia da época. A Escola Francisco Alves, no entanto, já não era mais mencionada na imprensa local em fins da década seguinte.

### Velório e sepultamento
Seguindo para o Rio, o corpo do artista foi velado na Câmara Municipal; uma multidão de fãs e curiosos acorreu ao lugar, para se despedir da celebridade desaparecida, além de artistas, autoridades e um representante do então presidente Getúlio Vargas; mesmo durante a madrugada do domingo para a segunda-feira as filas diante do legislativo municipal não deixavam de crescer.

No dia 29 de setembro, segunda-feira pouco após as 11 h da manhã, o cortejo seguiu rumo ao Cemitério de São João Batista, seguido por multidão cujo número não pode ser aferido; no registro do cronista do jornal O Dia: 
"Era impossível ter-se uma ideia exata do número de pessoas que formavam aquela fabulosa onda humana, que provocou colapso no trânsito, acompanhando os funerais de Francisco Alves. Cem, duzentas mil pessoas? Quem sabe ao certo, se a vista do repórter se perdia ao longo de ruas e avenidas da zona sul? Foi um espetáculo comovente, o coroamento das manifestações de dor popular pela morte trágica do Rei da Voz. Durante as últimas 48 horas, a cidade se transformou de tal modo, ligando-se ao destino de um artista por vinculo do mais profundo sentimentalismo, que até parecia não ter morrido apenas um seresteiro de alta classe, mas um místico de poderosa influência sobre multidão deslumbrada."
O cortejo fúnebre seguiu com o caixão sendo levado numa viatura do corpo de bombeiros e, ao longo do percurso, as pessoas jogavam flores, a ponto de que logo estas cobriram totalmente o caixão; Benjamim Costallat descreveu o momento: "A cidade, no seu luto, encheu-se, então, da voz de seu cantor, que nunca lhe pareceu tão bela, tão comovedora e tão triste, como se chorasse sobre si mesma o desaparecimento de seu dono, daquele bom e simples Chico Viola, filho dos morros, irmão do samba e amigo das serenatas e do luar". Atrás do carro dos bombeiros e da multidão que o seguia, vinha uma grande quantidade de carros a levar flores e coroas; o trajeto seguiu da Câmara pela avenida Rio Branco, passando pelos bairros do Flamengo, Botafogo e outros, sempre com o mesmo acompanhamento; foram duas horas de percurso.
Durante o trajeto o povo cantava a música do ídolo que fora sucesso, "Adeus, Cinco Letras que Choram"; estimativas atuais dão conta de que meio milhão de pessoas acompanharam o cortejo.
Tamanha quantidade de pessoas não coube no cemitério; apesar das medidas adotadas pela força pública, houve grande confusão, todos querendo ali adentrar e acompanhar a inumação do ídolo; os oradores que programavam um último discurso não o conseguiram; as cenas de comoção extrema se repetiam em homens, mulheres, velhos e crianças que muitas vezes caíam, sendo pisoteados, e muitos ataques nervosos exigiam o socorro; mesmo a urna funerária teve dificuldade para chegar finalmente ao jazigo, sendo necessário para isto o esforço de doze homens da Polícia Especial. Apesar disto, as meninas atendidas pela Casa de Lázaro, em coro, entoaram a Canção da Criança enquanto seu corpo era baixado ao túmulo.

### Missas
No dia 3 de outubro foram mandadas celebrar várias missas em memória do cantor; o bispo de Santos D. Idílio Soares se recusara a fazê-lo, por ouvir dizer que o artista não tinha uma vida reta mas, consultando a Cúria Metropolitana do Rio, esta lhe respondeu que ele levara uma vida "normal" e assim poderia receber as exéquias católicas — o que o fez reconsiderar a negativa; em São Paulo mais de mil pessoas compareceram à cerimônia na Igreja de Nossa Senhora da Consolação ao final da qual a orquestra da Rádio Nacional executou  A Voz do Violão, canção cuja letra fazia lembrar o cantor; já no Rio de Janeiro as missas ocorreram no dia 4: na tradicional Candelária teve início às 11:30 h com a participação dos corais da Rádio Nacional ("Cantores do Céu") e do Teatro Municipal, que também apresentou sua orquestra, com transmissão ao vivo por várias emissoras de rádio da capital e do interior do país.
Ao largo dessas cerimônias públicas, a viúva "oficial", Perpétua de Morais Alves, em seu nome e dos dois filhos, mandou também celebrar uma missa no dia 4, na Igreja de Santa Mônica, no bairro do Leblon; na ocasião o jornalista David Nasser anunciou duas medidas: a primeira, que iria revelar publicamente o nome do pai dos dois filhos que Perpétua registrara como sendo de Chico Alves (dando-lhe um prazo de sete dias para ela mesma fazê-lo, espontaneamente); a segunda, que toda a vida do cantor seria objeto de uma biografia que iria publicar por O Cruzeiro e cuja renda seria revertida para a "Casa de Lázaro"; esta data marcou o início das disputas públicas e jurídicas entre Ceci, Nasser e parentes do cantor, que se arrastaria por vários anos.

## Eventos póstumos
Tanto a Rádio Nacional como o patrocinador do programa que Chico Alves mantinha ao meio-dia dos domingos decidiram mantê-lo, apesar de sua morte; na sua primeira irradiação a cantora Linda Batista, carregada de emoção, entoou a canção "Chico Viola", fruto da parceria de Nássara com Wilson Batista.
Em Belo Horizonte a fã "Maria da Conceição", que caíra em depressão após a notícia, no dia 30 de setembro ateou fogo às próprias roupas; apesar de socorrida ainda com vida, veio a falecer no pronto-socorro. Neste mesmo dia o carona do acidente, Haroldo Alves, foi finalmente transferido de ambulância para o Rio com a melhora de seu estado de saúde; ele ainda não sabia que o cantor tinha falecido. Os jornais indicavam que ocorria uma peregrinação de pessoas de todas as classes sociais ao cemitério de S. João Batista ao túmulo 519 da ala 5, onde fora sepultado o cantor; os discos do artista nas lojas haviam acabado, dado o volume de vendas. Foi neste mesmo dia que Perpétua de Morais Alves, a "Ceci", deu entrada no foro ao pedido de abertura do inventário dos bens deixados por Chico Alves. Teria início ali mais um drama que se arrastaria nos próximos anos, percorrendo todas as instâncias do poder judiciário.

### Disputa pela herança, revelações do passado
Após ingressar com o pedido do inventário junto à 4ª Vara de Órfãos e Sucessões onde fora nomeada inventariante, Perpétua também não descuidou do processo perdido pelo reconhecimento dos filhos como sendo do marido, e recorreu da sentença proferida na primeira instância. David Nasser, o repórter que chamara para si a defesa da memória do amigo cantor, também não ficou infenso aos ataques: foi divulgado que ele devia uma importância superior a um milhão de cruzeiros ao amigo e ele atribuiu isto a uma campanha para o "desacreditar perante a opinião pública"; Nasser reagiu divulgando que possuía doze músicas em parceria com o cantor e que estas renderiam dois milhões mas, para que a metade deste valor não fosse para Ceci, jamais as deixaria serem gravadas. Ele reiterava a ameaça de que divulgaria o nome do verdadeiro pai dos filhos atribuídos a Chico Alves.
Como os bens do cantor ficaram restritos, o tratador de seu cavalo de corridas "Veludo" solicitou ao juiz Lourival Gonçalves, a quem cabia o inventário, autorização para que este pudesse disputar, em 12 de outubro, na corrida do Hipódromo da Gávea para a qual fora inscrito anteriormente — uma decisão que dependia da inventariante, Perpétua.

#### Em carta de Chico: "quem é Perpétua"
No dia 15 de outubro Nasser cumpriu a ameaça e divulgou na imprensa uma carta de Chico Alves, onde este atribuía a paternidade dos filhos de Perpétua; na missiva o cantor dizia, a 12 de setembro daquele ano (quinze dias, portanto, antes de sua morte): "Turco, ando preocupado com a ação daquela (censurado) Perpétua, a Ceci, que quer mesmo impingir-me os seus filhos como meus, depois da separação de trinta anos. O pai verdadeiro do Cristiano e da Tereza, dois pobres inocentes cujo azar é serem filhos de uma (censurado), chama-se Ernesto Pestana".
Logo o nome e a figura do rico comerciante Ernesto Pestana ganhou as páginas dos jornais; o sensacionalista Diário Carioca exibia as fotografias de Pestana ao lado da de Cristiano e declarava serem evidentes as semelhanças; por outro lado a carta que Nasser divulgou atribuída ao cantor desqualificava ainda mais a ex-mulher: "Essa Perpétua é uma caluniadora e como você sabe quer o meu dinheiro, mas prefiro deixar de cantar e até botar fogo no meu violão, a dar dinheiro a essa (censurado) chantagista de uma figa."
A certeza do cantor se expressava na carta: "Nunca fui pai. A vida me deu muitas glórias, mas não me deu essa. Os médicos, mais ou menos em 1920, concluíram que num ligeiro acidente eu havia me tornado definitivamente estéril"; segundo se explicou, este "acidente" teria sido um chute que Chico recebera quando jogava futebol; acrescia o fato de não mais ter visto a esposa em trinta anos.
Nasser revelou que Chico descobrira que as duas crianças tinham sido registradas por Perpétua em 1942, quando Cristiano tinha já cinco anos e a irmã Tereza, quatro; e mais, Ceci falseara dados ao juiz ao dizer que os dois filhos haviam nascido no Hospital da Ordem Terceira da Penitência que, em certidão, informara que ela jamais estivera lá em qualquer tempo, pois não fazia parte da Ordem e, nos dias do nascimento indicados para seus filhos, não houve qualquer parto no referido hospital. Outras incoerências foram apontadas pelo jornalista, como indicar que o cantor tinha endereço incerto e ignorado quando já era figura de fama nacional; quando Perpétua e as testemunhas das respectivas certidões reconheceram ter se equivocado com o nome do hospital, indicaram duas outras casas de saúde também de forma falsa – ao juiz Perpétua teria atribuído tais erros ao fato de não querer que os filhos soubessem que nasceram de cesariana.
Uma das duas testemunhas de Ceci era sua empregada, que disse ter ido trabalhar para ela "quando estava grávida", em 1935; só que Cristiano nasceu dois anos mais tarde, o que levaria à conclusão de que a gestação começada em 1935 durara todo o ano de 1936 para ter o parto depois de mais quatro meses de 1937; a mesma testemunha declarou que vira o menino no colo de Francisco Alves e chamando-o de "papai", mas a casa onde ela trabalhou para Ceci fora entregue ao proprietário quando a criança tinha apenas dois meses de idade – se o menino já falasse, então, seria um prodígio da natureza.
Para obter todas as informações Chico Alves havia contratado os detetives da "Agência Argus", que descobriram que, na época do nascimento de Cristiano, Perpétua convivia com Pestana, sócio de uma empresa exportadora de frutas; em 1937 Ceci assinava como "Perpétua Pestana", e tanto ela como o companheiro declaravam residir à rua Garcia Dantas, nº 14, endereço que se verificou inexistente. Descobriu-se, ainda, que moraram juntos com a mãe de Perpétua, que tinha quase o mesmo nome da filha: Perpétua Clara Guerra de Tutóia; depois, já grávida de Tereza, os dois se mudaram e fizeram registro policial de próprio punho do novo endereço; embora solteiro, Ernesto apresentara às autoridades Perpétua como sua esposa; já com os dois filhos o casal registrou-se em mais outros endereços junto a um filho que Perpétua teve antes de se casar com Chico Alves, chamado Jorge Bath – mas que se assinava "Jorge Alves" – numa movimentação rastreada que durou de 1937 a 1941, quando tomaram destino desconhecido, pois se separaram.
Procurado por Chico Alves, Ernesto Pestana fugia, chegando mesmo a viajar para a Argentina a fim de não se encontrar com ele; com a morte de Chico, as irmãs Carolina e Ângela passaram a representá-lo na ação da negativa de paternidade, enquanto Ernesto Pestana achava-se mais uma vez desaparecido.

#### Ceci contestada
A 21 de outubro a família do cantor divulgou que iria finalmente entrar com ação para destituir Perpétua do inventário; a fundamentação estava num artigo do código civil então vigente que dispunha não poderem fazer parte da sucessão herdeiros "que acusaram, caluniosamente, em juízo, ou incorreram em crime contra a sua honra"; com isto ficou-se sabendo que Perpétua acusara o cantor por duas vezes: numa como rufião e outra como ladrão, sendo o cantor absolvido em ambas. Se a tese fosse vitoriosa, Ceci ainda teria a esperança de vencer no recurso contra a sentença de primeira instância que negou a Chico a paternidade de seus dois filhos.
No dia seguinte Perpétua renunciou à função de inventariante; com isto ela deixou de ser a administradora dos bens deixados pelo cantor e, para fazê-lo, declarou ao juiz que precisava sair do Rio de Janeiro a fim de se refazer do choque que sofrera com a morte do artista.
Enquanto Perpétua fazia uma retirada estratégica, Pestana, o atribuído verdadeiro pai, continuava desaparecido; a imprensa descobrira que ele era bastante rico, um dos mais abastados comerciantes do Rio, contando até com navios em seu patrimônio; os advogados das irmãs de Chico Alves pretendiam realizar exames de sangue comparativos entre ele e os filhos de Perpétua, para assim ajudarem a dirimir a questão da paternidade.
Com a renúncia de Ceci, o juiz nomeou novo inventariante o advogado Luiz MacDowell; no dia 24 o novo administrador assinara o compromisso, e até aquele momento não se sabia qual o valor atribuído ao espólio.

#### A disputa se arrasta; o Supremo decide
No começo de 1953 as irmãs Ângela e Carolina, e o sobrinho Afonso Alves do Amaral, ingressaram finalmente com uma ação para afastar Perpétua da sucessão de Chico; com nome o termo jurídico "indignidade", a ação foi proposta sob os argumentos revelados ainda no ano anterior de que ela havia acusado caluniosamente o falecido.
O processo continuou se arrastando; em 1955 o juiz da 4ª Vara de Órfãos e Sucessões deu um despacho onde vedava a Perpétua retirar dos bens a importância de cento e vinte mil cruzeiros; na época divulgou-se que os bens do cantor haviam sido estimados em mais de dois milhões de cruzeiros, dos quais um milhão e duzentos mil eram valores dos direitos autorais recolhidos com a venda de discos e depositados em bancos.
Em abril de 1957 o caso finalmente chegou à Suprema Corte, depois de perdas e vitórias de Perpétua e das irmãs do cantor em sucessivos recursos impetrados a partir da 4ª Vara de Órfãos e Sucessões; ali, no STF, finalmente foi decidido que, embora Francisco Alves fosse favorável ao desquite, nunca o intentara e, portanto, deu ganho de causa àquela que era, pela lei, sua viúva e única herdeira de seus bens: Perpétua, que vivera alguns dias com Chico Alves, tornou-se senhora de todo o patrimônio que acumulara e dos direitos sobre suas músicas.
A cobertura feita por O Cruzeiro com as revelações de Nasser rendeu ao todo quarenta e cinco páginas e uma ampliação da tiragem da revista para 550 mil exemplares por semana: um recorde em se considerando que o país tinha apenas 50 milhões de habitantes, dos quais 30% era composta por analfabetos.

## Produção artística
Segundo a pesquisadora Egly Colina Marín, "Francisco Alves deixou centenas de canções que, no presente, são objeto de atenção por estudiosos e investigadores culturais de todas as latitudes."
Sua longa carreira como artista foi de importância capital para a formação de muitos dos gêneros da música popular brasileira; sua trajetória coincide com o desenvolvimento no país de várias novas tecnologias até então inexistentes, e com momentos sociais importantes que se refletem na manifestação musical: surge o rádio como fenômeno de divulgação de massa e também a indústria fonográfica; no plano cultural o rápido crescimento das cidades do período faz com os ritmos musicais tipicamente urbanos venham a se formar, impulsionados ainda mais pelas festas populares (como o carnaval) e pelo sucesso do teatro de revista e do cinema — tudo isto a sobrelevar seu papel na história musical do Brasil.

### Discografia
Alves gravou canções de vários compositores célebres, como Herivelto Martins, Catulo da Paixão Cearense, Lamartine Babo, Grande Otelo, Dorival Caymmi entre outros, e cantou em parceria com Dalva de Oliveira vários sucessos, além da dupla formada com Mário Reis.
Em 1987 várias de suas gravações foram relançadas, antecipando o centenário de nascimento do cantor, no ano seguinte; pela BMG Ariola várias de suas músicas compunham a caixa de clássicos da MPB; A Collector's do Rio de Janeiro relançou parte de sua obra em seis CDs; e o selo da cidade de Curitiba Revivendo outros três.

### Filmografia
A Enciclopédia Itaú Cultural dá como Francisco Alves tendo participado do filme de 1931, "Coisas Nossas"; Isto contudo não se repete na biografia do autor, de Ronaldo Aguiar, nem na ficha catalográfica do filme da Cinemateca Brasileira que, entretanto, reporta seu nome como integrante do elenco segundo Araken Campos Pereira Júnior (com a ressalva de que o autor não indica suas fontes). A Cinemateca diz ser este um filme musical, e cita  Jean-Claude Bernardet que disse ter a película inaugurado "...no Brasil o filme revista e marca o início do relacionamento rádio-cinema, tornando-se pioneiro de um filão importante que se desenvolveria nos anos 30 no Rio de Janeiro".
A revista A Scena Muda, que já o criticara no filme Laranja da China de 1940, voltou no ano seguinte a dizer que o cantor surgia "fantasmagórico" e que "parece ter saído de um cemitério" em Céu Azul.
Apesar de Coisas Nossas trazer números musicais, Alberto Dines disse que o filme "Alô, Alô, Carnaval" (1936) é considerado o primeiro musical brasileiro; informa que teve grande aceitação do público e trazia no elenco Chico Alves, Barbosa Júnior, Mário Reis, Almirante, Carmen Miranda e o iniciante Oscarito; foi reapresentado numa festa em setembro de 1952 (pouco antes da morte de Alves) para comemorar seu pioneirismo; Dines escreveu, na época: "Nunca vimos um filme brasileiro tão bem recebido, tão aplaudido no seu decorrer e ao terminar".

### Teatro
Participou, no teatro musical, da peça "Da Favela ao Catete", de autoria de Freire Júnior. A apresentação burlesca estreou em 1935 e teve as músicas compostas por Hervé Cordovil.

### Autobiografia
Em 1936 Chico publicou uma autobiografia intitulada "Minha Vida", publicada no Rio de Janeiro pela Editora Brasil Contemporâneo.

## Homenagens

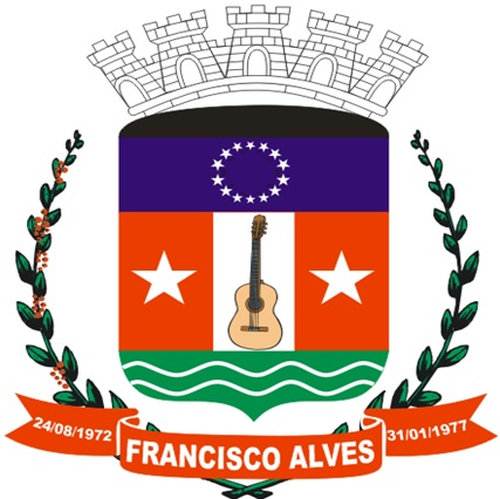
Brasão da cidade paranaense, com um violão ao centro

Já nos dias seguintes ao acidente a Câmara de Vereadores de São Paulo apreciou projetos alterando o nome da antiga "rua 16" para Francisco Alves, e outro autorizando fosse feito um busto do cantor numa das praças da cidade.
Colonizada a partir da década de 1950, ainda pertencendo a Iporã, em 24 de agosto de 1972 a lei estadual paranaense nº 6.314 emancipou o município com o nome que homenageia o cantor, sendo instalada apenas em 1 de fevereiro de 1977; Francisco Alves é também chamada pelas pessoas de "Chico Viola"; o nascidos ali são os "alvenses".
Em 1974 foi inaugurado o Museu Francisco Alves em uma edificação popularmente conhecida como "Castelinho", em Miguel Pereira, cidade onde Francisco Alves possuia uma residência para seus momentos de descanso. Situado no centro da cidade, dentro do Jardim Municipal Francisco Marinho Andreiolo, o museu traz importantes peças pessoais do artista, dentre as quais em destaque está seu violão. Uma rua da cidade também recebeu o seu nome.

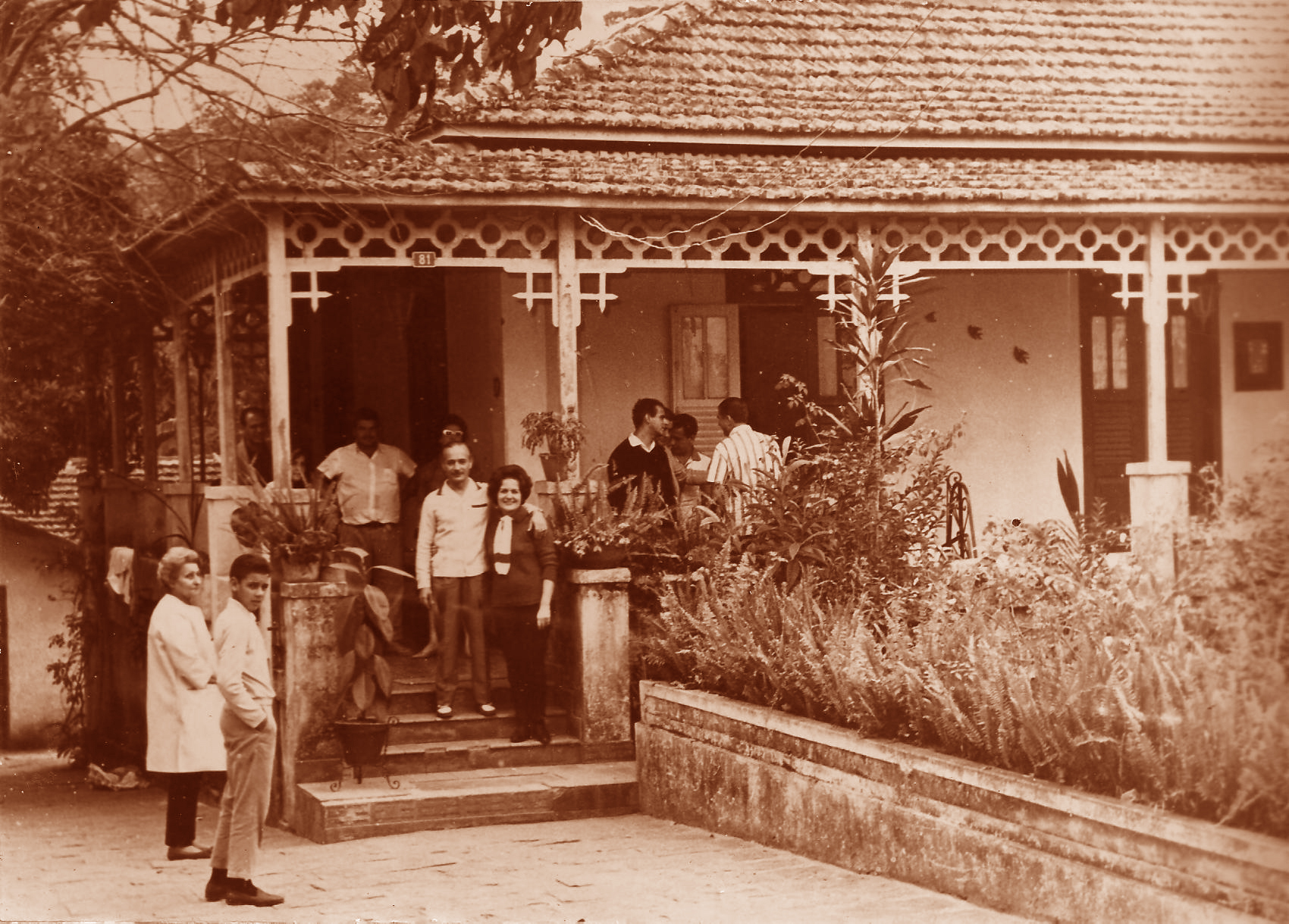
Turistas visitam a Casa do cantor brasileiro Francisco Alves, na cidade de Miguel Pereira — interior do estado do Rio de Janeiro — na década de 1960

### Músicas
Além de "Chico Viola" de Nássara e Wilson Batista lançada pouco após sua morte, o samba-canção "Uma Cruz na Estrada" foi composto para homenagear o cantor, de autoria de Irany de Oliveira e Ari Monteiro; foi gravada por Carlos Galhardo em 1953, mas só foi lançada no ano seguinte. Também em 1954 foi lançada, na voz de Nelson Gonçalves, o samba "Francisco Alves" de autoria de David Nasser e Herivelto Martins, cuja letra dizia: "Até a lua do Rio/ Num céu tranqüilo e vazio/ Não inspira mais amor/ O violão desafina/ Porque chora em cada esquina/ A falta do seu cantor".
Também de Herivelto e Nasser é "O Maior Samba do Mundo" em cujos versos dizem que se tivessem o piano de Ary Barroso, um violão de Noel Rosa, a pena de Orestes Barbosa ou o "vozeirão" de Nelson Gonçalves, concluem: "E o Chico Alves/ Voz de pássaro cantor/ O maior samba do mundo/ Eu faria pro meu amor", gravado por Linda Batista em 1959, e depois por Dora Lopes e outros.

### Cinema, televisão e teatro
O filme Chico Viola não Morreu já em 1955, com roteiro de Gilda de Abreu, traz a biografia do artista, que é interpretado por Cyll Farney, numa atuação que lhe rendeu os prêmios de melhor ator em dois festivais de cinema brasileiros da época. Farney dubla sete canções de Alves, seus maiores sucessos; a atriz Eva Wilma também foi premiada com um Saci por sua atuação e foi a melhor fotografia, no Festival do Distrito Federal daquele ano.
O documentário "Uma Cruz na Estrada", dirigido por Jorge Ileli em 1970, reconta a carreira e a morte do cantor, em curta-metragem. A Cinemateca voltou a exibi-lo, em 2005.
Em 1998, ano do centenário do cantor, o musical "Chico Viola" foi exibido de 2 a 27 de setembro (data da morte), trazendo o ator Jandir Ferrari no papel do cantor; o espetáculo foi apresentado no Centro Cultural do Banco do Brasil, no Rio de Janeiro, sob direção de Luiz Arthur Nunes.